# Gunvor Ahlborg
Gunvor Ahlborg, född 22 juli 1939 i Motala, är professor emerita vid Karolinska institutet, tidigare docent och läkare. Hennes forskningsområde är klinisk fysiologi.